# Zuid-Korea op de Olympische Zomerspelen 1964
Zuid-Koreanam deel aan de Olympische Zomerspelen 1964 in Tokio, Japan. De twee zilveren medailles betekenden een Koreaans record. Tot dat moment werd nooit beter gescoord dan één zilveren medaille.

## Medailles

### 2Zilver
- Chong Sin-Jo — Boksen, mannen bantamgewicht
- Chang Chang-Sun — worstelen, mannen vrije stijl

### 3Brons
- Kim Ui-Tae — Judo, mannen middengewicht (80 kg)

## Resultaten en deelnemers per onderdeel

### Wielersport
Mannen individuele wegwedstrijd
- Lee Sun-Bai — 4:39:51.79 (→ 86e plaats)
- Ahn Byung-Hoon — niet gefinisht (→ niet geklasseerd)
- We Kyung-Yong — niet gefinisht (→ niet geklasseerd)
- Hwang Chang-Shik — niet gefinisht (→ niet geklasseerd)

### Volleybal

#### Mannentoernooi
- Groepsfase
  - Verloor van Japan (0-3)
  - Verloor van Verenigde Staten (2-3)
  - Verloor van Sovjet-Unie (0-3)
  - Verloor van Brazilië (1-3)
  - Verloor van Roemenië (2-3)
  - Verloor van Nederland (1-3)
  - Verloor van Bulgarije (1-3)
  - Verloor van Hongarije (2-3)
  - Verloor van Tsjecho-Slowakije (0-3) → Tiende plaats
- Spelers
  - Kim In-Soo
  - Oh Pyong-Kil
  - Sohn Young-Wan
  - Chung Sun-Hung
  - Park Suh-Kwang
  - Suh Ban-Suk
  - Lee Kyu-Soh
  - Kim Young-Joon
  - Kim Sung-Kil
  - Kim Kwang-Soo
  - Kim Jin-Hee
  - Lim Tae-Hoh

#### Vrouwentoernooi
- Groepsfase
  - Verloor van Sovjet-Unie (0-3)
  - Verloor van Polen (0-3)
  - Verloor van Japan (0-3)
  - Verloor van Roemenië (0-3)
  - Verloor van Verenigde Staten (0-3) → Zesde en laatste plaats
- Spelers
  - Suh Choon-Kang
  - Moon Kyung-Sook
  - Ryoo Choon-Ja
  - Kim Kil-Ja
  - Oh Soon-Ok
  - Chung Jong-Uen
  - Choi Don-Hi
  - Hong Nam-Sun
  - Oh Chung-Ja
  - Yoon Jung-Sook
  - Kwak Ryong-Ja
  - Lee Keun-Soo

Afghanistan · Algerije · Argentinië · Australië · Bahama's · België · Bermuda · Birma · Bolivia · Brazilië · Brits-Guiana · Bulgarije · Cambodja · Canada · Ceylon · Chili · Colombia · Congo-Brazzaville · Costa Rica · Cuba · Denemarken · Dominicaanse Republiek · Duits eenheidsteam · Ethiopië · Filipijnen · Finland · Frankrijk · Ghana · Griekenland · Groot-Brittannië · Hongarije · Hongkong · Ierland · IJsland · India · Irak · Iran · Israël · Italië · Ivoorkust · Jamaica · Japan · Joegoslavië · Kameroen · Kenia · Libanon · Liberia · Libië · Liechtenstein · Luxemburg · Madagaskar · Maleisië · Mali · Marokko · Mexico · Monaco · Mongolië · Nederland · Nederlandse Antillen · Nepal · Nieuw-Zeeland · Niger · Nigeria · Noord-Rhodesië · Noorwegen · Oeganda · Oostenrijk · Pakistan · Panama · Peru · Polen · Portugal · Puerto Rico · Roemenië · Senegal · Sovjet-Unie · Spanje · Taiwan · Tanganyika · Thailand · Trinidad en Tobago · Tsjaad · Tsjecho-Slowakije · Tunesië · Turkije · Uruguay · Venezuela · Verenigde Arabische Republiek · Verenigde Staten · Vietnam · Zuid-Korea · Zuid-Rhodesië · Zweden · Zwitserland